# 오키나와 셀룰러 전화
오키나와 셀룰러 전화(일본어: 沖縄セルラー電話 오키나와세루라뎅와[*], 영어: Okinawa Cellular Telephone Company 약칭; OCT, 통칭; au 오키나와 셀룰러 또는 au 오키나와)는 일본의 통신 사업자로, 오키나와 지역에서 휴대 전화 사업을 하는 지역 기업이다. KDDI의 자회사이며, 모회사의 KDDI 뿐만 아니라 au 브랜드를 전개한다. 전국에 있던 셀룰러 전화 그룹은 몇 번의 구조 조정을 거쳐 현재 KDDI 주식회사에 통합된 가운데, 유일하게 오키나와만 지역 기업으로 남았다. 다른 경력은 오키나와를 규슈 회사의 영역으로 있던 반면, 이 회사는 지역에 특화한 사업을 실시하고, 오키나와 현의 휴대 전화 사업에서 2009년 시점으로 50% 가까운 점유율을 자랑한다.